# Hamataliwa labialis
Hamataliwa labialis är en spindelart som först beskrevs av Song 1991.  Hamataliwa labialis ingår i släktet Hamataliwa och familjen lospindlar. Inga underarter finns listade i Catalogue of Life.